# Бяла-Вода (Бургасская область)
Бяла-Вода (болг. Бяла вода) — село в Бургасской области Болгарии. Входит в состав общины Малко-Тырново. Находится примерно в 21 км к северу от центра города Малко-Тырново и примерно в 37 км к югу от центра города Бургас. По данным переписи населения 2011 года, в селе  проживало 38 человек, преобладающая национальность — болгары.

## Население
| Год     | 1934 | 1946 | 1956 | 1965 | 1975 | 1985 | 1992 | 2001 | 2011 |
| ------- | ---- | ---- | ---- | ---- | ---- | ---- | ---- | ---- | ---- |
| Жителей | 342  | 429  | 459  | 332  | 105  | 83   | 82   | 68   | 38   |

|  |